# Demetrios Palaiologos

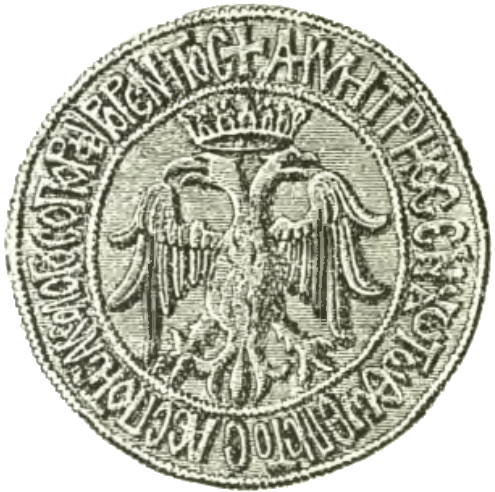
Siegel von Demetrios als Despot von Morea

Demetrios Palaiologos, lat.: Demetrius Palaeologus, gr.: Δημήτριος Παλαιολόγος (* 1407; † 1470 als Mönch David in Adrianopel), aus der Dynastie der Palaiologen war Despot von Morea, de jure 1428–1460 und de facto 1436–1438 und 1451–1460, Herrscher von Lemnos 1423–1440, Herrscher von Mesembria 1440–1451 und Herrscher von Thasos 1460–1466.

## Leben
Er war ein jüngerer Sohn des byzantinischen Kaisers Manuel II. Palaiologos und dessen serbischer Frau Helena Dragaš. Seine Brüder waren die byzantinischen Kaiser Johannes VIII. Palaiologos und Konstantin XI. Palaiologos, der Despot von Morea Thomas Palaiologos sowie Theodor II. Palaiologos, ebenfalls Despot von Morea.
Am 4. Juli 1423 verließ der sehr junge osmanenfreundliche Demetrios sein Elternhaus in Konstantinopel, um sich in die nahegelegene Genueser Kolonie Pera zu begeben. Ziel war das osmanische Territorium zu erreichen.

## Nachkommen
Demetrios Palaiologos heiratete zweimal, das erste Mal im Jahr 1436 Zoe Paraspondyle und nach deren Tod Teodora Asanina († 1470), Tochter von Paul Asanes aus dem Haus Assen.
Kinder aus der zweiten Ehe:
- Helena Palaiologos (* April 1442 † 1470 in Adrianopel), heiratete 1460 Sultan Mehmed II.[4]
- Demetrio Assan Paleologos, Vater von Tommaso Assan Paleologos